# Emil Waldmann (Maler)

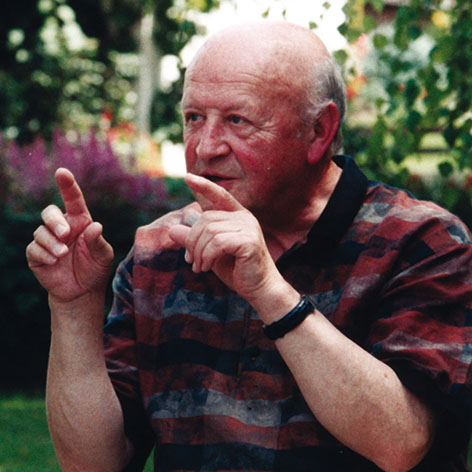
Emil Waldmann (2004) bei einem Gespräch mit Teilnehmern während eines Malkurses.

Emil Waldmann (* 10. April 1925 in Fürth, Mittelfranken, Bayern; † 4. November 2012 in Bad Brückenau, Unterfranken) war ein deutscher Maler und Grafiker. Er gilt als einer der herausragenden europäischen Landschafts-Aquarellisten am Ende des 20. Jahrhunderts.

## Leben

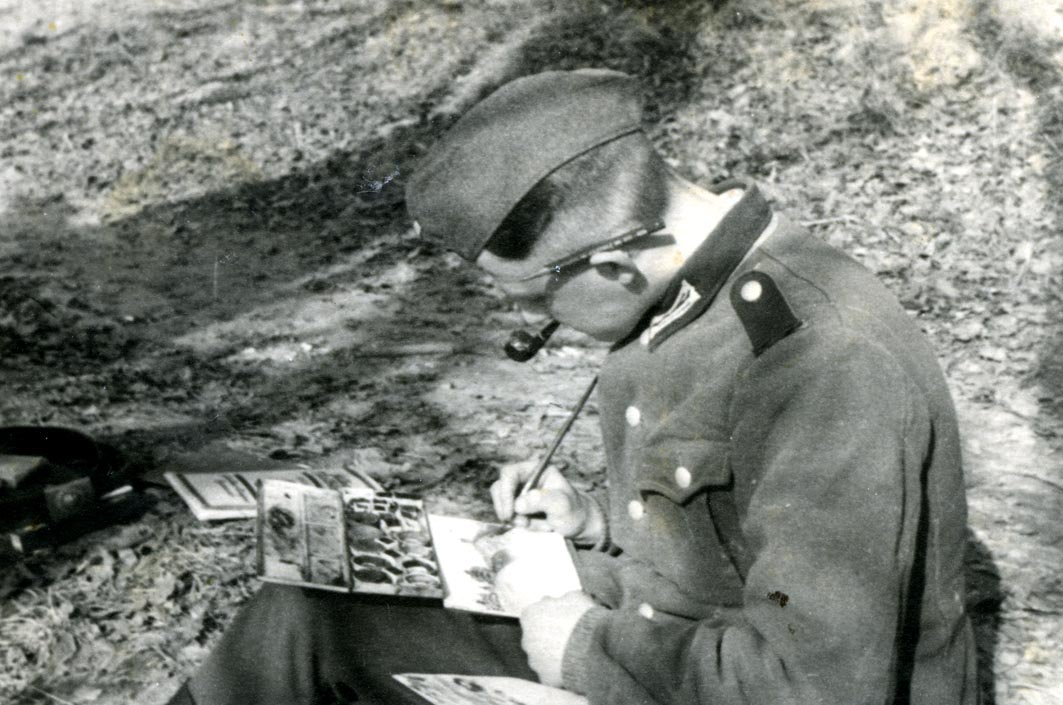
Waldmann als Soldat während des Zweiten Weltkriegs

Waldmann wurde im Zweiten Weltkrieg als 17-Jähriger (1942) zum Kriegsdienst eingezogen, kämpfte an der Ostfront und kam in Kriegsgefangenschaft. Nach dem Krieg studierte er Ende der 1940er Jahre Malerei und Grafik in Nürnberg und Fürth bei Franz Pfister und Hermann Gradl. Gradl war wegen seiner Laufbahn im nationalsozialistischen Deutschland nach Kriegsende sofort aus dem Amt als Direktor der Akademie der Bildenden Künste Nürnberg entlassen worden. Waldmann nahm Privatunterricht bei ihm.
Nach seiner Ausbildung arbeitete Waldmann vornehmlich in Öl, Öllasur, Tempera, Gouache, Aquarell und Mischtechniken. Von 1946 bis 1962 war er fast ausschließlich für den Kunsthandel und für Galerien in Nürnberg, Detmold, Paderborn und München tätig. Sechs Jahre leitete er die „Galerie Wormser“ in Nürnberg.
Nach 20 Jahren der Ölmalerei wandte sich Waldmann etwa 1975 ausschließlich der Aquarell-Malerei zu. Als Grund nennt er selbst: „Mich reizt die Endgültigkeit der Technik. Da kann man nichts verbessern, keine Farben verändern, keinen falschen Strich ausbügeln, ohne die Leuchtkraft der Farben zu verderben. Herauswaschen macht matt, stumpf und verdirbt die Klarheit eines Aquarells: Wer sich dem Aquarell verschreibt, der entscheidet sich für den Mut zur inneren Sicherheit.“

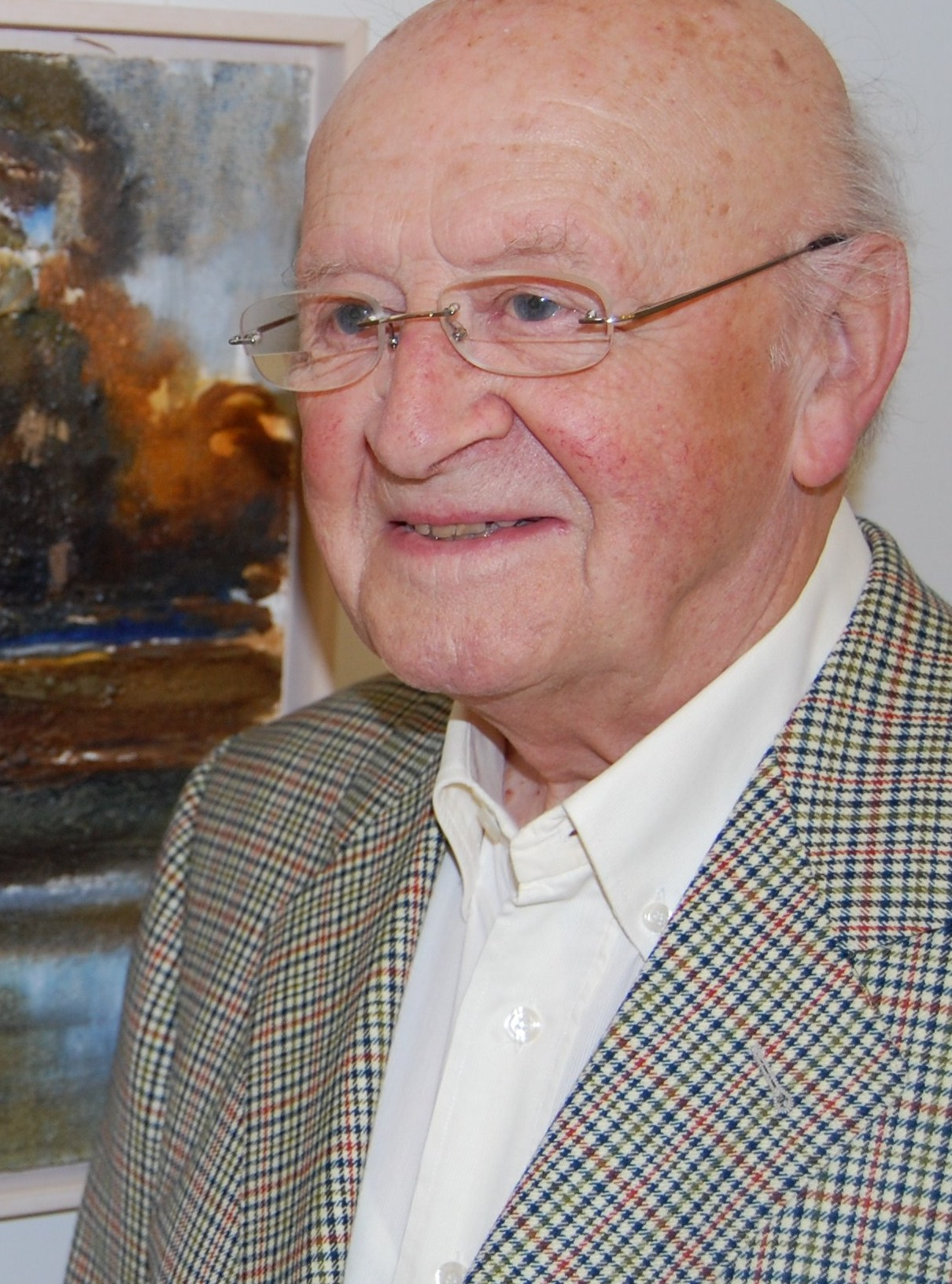
Emil Waldmann (2010) bei seiner letzten Ausstellung „Retrospektive“

Seit etwa 1990 gab Waldmann Aquarellkurse in verschiedenen süddeutschen Städten wie in seinem langjährigen Wohnort Aindling bei Augsburg, Nürnberg, Neuburg an der Donau und Bad Tölz.
Im Jahr 2004 zog Waldmann mit seiner Ehefrau Gabriele, ebenfalls künstlerisch tätig, ins Biedermeierbad Bad Bocklet (Landkreis Bad Kissingen), wo er auch als über 80-Jähriger noch immer Malkurse gab. Außerdem war er seit 2004 Dozent an der Kunstakademie Bad Reichenhall.
Seine letzten Monate verlebte Waldmann in einem Seniorenheim in Bad Brückenau, wo er am 4. November 2012 nach kurzer Krankheit in einer Klinik starb. Seine Urne wurde seinem Wunsch entsprechend unter einer Buche im „Ruheforst Rhön“ in Eckarts beigesetzt.

## Mitgliedschaften
- Mitglied der Künstlergruppe „Die Welle“ in Augsburg-Bobingen.
- Mitglied in den Berufsverbänden Bildender Künstler in München und Augsburg.

## Ausstellungen
Im Jahr 1962 nahm er erstmals an der Großen Schwäbischen Kunstausstellung in Augsburg teil. Über 50 Einzel- und zahlreiche Gemeinschaftsausstellungen in Deutschland, Europa (Russland, Polen, Frankreich) und Übersee (Japan, Volksrepublik China) folgten. Nach der deutschen Wiedervereinigung (1989) stellte er auch in den neuen Bundesländern aus.
Seine Einzelausstellungen in verschiedenen Städten Deutschlands widmeten sich jeweils bestimmten Themen wie beispielsweise Via Appia Antica, schützenswerte Auen (mit dem europäischen Aueninstitut WWF), Norwegen, Südschweden, Santorin, Wallis, Jugoslawien, Meditation, Fuerteventura, Mark Brandenburg, mehrfach Theodor Fontane („Wanderungen durch die Mark Brandenburg“), Blumen und Venedig.
Eine Retrospektive seiner Werke aus 65 Jahren künstlerischen Wirkens gab es vom 5. bis 19. September 2010 im Kurhaus des Biedermeierbades Bad Bocklet. Dies war Waldmanns letzte Ausstellung.

## Werke in öffentlichen Sammlungen (Auswahl)
- Galerie der Bayerischen Landesbank, München und in der Niederlassung Berlin, Unter den Linden
- Sammlung der „Banco di Sicilia“
- Deutsche Richterakademie (für die Tagungsstätten Wustrau und Trier, aus dem Fontane-Zyklus)
- Fontanemuseum in Neuruppin (für das Predigerwitwenhaus, aus dem Fontane-Zyklus)
- Landgericht Neuruppin (aus dem Fontane-Zyklus)
- Gemeinde Arnstein (die Bilder aus dem Buch „Der Korkenzieherfinger“ von Gabriele Waldmann – vgl. „Publikationen“)
- Galerie bei der Komödie, Augsburg
- Landesversicherungsanstalt Schwaben, Augsburg (aus der Serie „Lechauen“)
- Landratsamt Aichach-Friedberg, Augsburg (aus der Serie „Lechauen“)
- Saab-Zentrum Augsburg (aus dem Zyklus „Via Appia“)
- Evangelisch-Lutherischen Kirchengemeinde St. Johannis (Nürnberg) (aus „Licht des Nordens – Licht des Südens“)
- Direktion der Sparkasse München (Auftrag: Zwölf bekannte und beliebte Stadtansichten aus München)
- Direktion der Kreissparkasse und Giroverband München (Bilder über die Isarauen und Osterseen)
- Mutterhaus des BRK in München (Zyklus „Göta-Kanal“)
- Frauenklinik vom Roten Kreuz München für das Ärztekongresszentrum (Zyklus „Göta-Kanal“)
- Stadtverwaltung Landshut (Landshut und seine Isarauen)
- Sparkasse Landshut (Landshut und seine Isarauen)
- Galerie Ruf, Kulturzentrum am Gasteig, München (aus dem Fontane-Zyklus)
- Zeughaus Augsburg (aus der Serie „Lechauen“ und Haspelmoor)

## Publikationen
- Schützenswerte bayerische Landschaften. Flußauen – Feuchtgebiete – Moore. Aquarelle von Emil Waldmann, begleitende Informationen vom WWF-Auen-Institut. WWF-Auen-Institut, Emil und Gabriele Waldmann (Hrsg.), Donauwörth, Rastatt 1988. (Katalog zur gleichnamigen Ausstellung in der „Galerie der Bayerischen Landesbank“ in München).
- Eine Reise nach dem Norden (Kalender zu einer Norwegenreise mit zwölf Bildern und zwölf Kalendergeschichten Gabriele Waldmanns), Donauwörth 1990.
- Auf den Spuren Fontanes, eine Wanderung durch die Mark Brandenburg, Augsburg 1995. (Katalog zu den gleichnamigen Ausstellungen in Gera, Trier, Wustrau, Neuruppin und München).
- Gabriele Waldmann (Text) und Emil Waldmann (Illustrationen): Der Korkenzieherfinger. Heiteres und Ernstes im Rückblick auf die fränkische Heimat eines Kindes, Presse-Druck, Augsburg 1995, ISBN 3-00-000083-6.
- Emil Waldmann: Aquarelle (Fachbuch), Norderstedt 2005, ISBN 978-3-8334-2838-8.